# Rorippa amphibia
Espèce
Statut de conservation UICN

 LC  : Préoccupation mineure
Rorippa amphibia, le Rorippe amphibie ou Cresson amphibie, est une espèce de plantes herbacées de la famille des Brassicacées.

## Synonyme
- Sisymbrium amphibium L. (basionyme)

## Liste des variétés et formes
Selon Tropicos (18 juin 2013) (Attention liste brute contenant possiblement des synonymes) :
- Rorippa amphibia var. natans Kotov
- Rorippa amphibia var. riparia Kotov
- Rorippa amphibia f. amphibia
- Rorippa amphibia f. variifolia Hayek

## Protection
- Liste des espèces végétales non cultivées protégées sur l’ensemble du territoire algérien
- Liste rouge des plantes de Suisse